# Leopold Adamowitsch Mitrofanow
Leopold Adamowitsch Mitrofanow (russisch Леопольд Адамович Митрофанов; * 2. Juli 1932 in Leningrad; † 26. November 1992 in Moskau) war ein russischer Studienkomponist im Schach.
Hingeführt zur Schachkomposition wurde er von Wladimir Korolkow (1907–1987), mit dem er viele Studien gemeinsam publizierte. Insgesamt schuf er einige hundert Schachkompositionen (darunter etwa 300 Studien), davon wurden 40 mit ersten Preisen ausgezeichnet. Er wurde sowjetischer Meister der Schachkomposition. Seine berühmteste und umstrittenste Schachkomposition ist die Dg5-Studie. Am Rustaweli-800-Memorial nahmen 230 Stücke von 170 Komponisten teil. Die Preisrichter Alexander Herbstman und Gia Nadareischwili lobten das Stück im Preisbericht, der am 3. Februar 1967 im Bulletin 14 der 34. UdSSR-Meisterschaft erschienen ist, als „echtes Meisterwerk“ 1971 wurde Mitrofanow als Internationaler Schiedsrichter für Schachkomposition benannt. 1980 erhielt er den Titel Internationaler Meister für Schachkompositionen.
John Roycroft verglich den Verlust Mitrofanows für Schachstudien mit dem Verlust Rudolf Nurejews für das Ballett.

## Die Dg5-Studie

### Die Original-Studie
|   | a | b | c | d | e | f | g | h |   |
| 8 |   |   |   |   |   |   |   |   | 8 |
| 7 |   |   |   |   |   |   |   |   | 7 |
| 6 |   |   |   |   |   |   |   |   | 6 |
| 5 |   |   |   |   |   |   |   |   | 5 |
| 4 |   |   |   |   |   |   |   |   | 4 |
| 3 |   |   |   |   |   |   |   |   | 3 |
| 2 |   |   |   |   |   |   |   |   | 2 |
| 1 |   |   |   |   |   |   |   |   | 1 |
|   | a | b | c | d | e | f | g | h |   |

Das ist die von Mitrofanow zum Turnier eingereichte Stellung. Nach der Hauptvariante

1. b6+ Ka8

2. Te1 Sxe1

3. g7 h1D

4. g8D+ Lb8

5. a7 Sc6+

auf 5. … Sd7 entscheidet 6. De6 wegen 6. … Lxa7 7. Dc6+ Kb8 8. Dc7+ oder 6. … Sxb6 7. Dc6+ Ka7 8. Dxb6+ Ka8 9. Dc6+ Ka7 10. Da6#

6. dxc6 Dxh5+ entsteht folgende Position:
|   | a | b | c | d | e | f | g | h |   |
| 8 |   |   |   |   |   |   |   |   | 8 |
| 7 |   |   |   |   |   |   |   |   | 7 |
| 6 |   |   |   |   |   |   |   |   | 6 |
| 5 |   |   |   |   |   |   |   |   | 5 |
| 4 |   |   |   |   |   |   |   |   | 4 |
| 3 |   |   |   |   |   |   |   |   | 3 |
| 2 |   |   |   |   |   |   |   |   | 2 |
| 1 |   |   |   |   |   |   |   |   | 1 |
|   | a | b | c | d | e | f | g | h |   |

Zunächst ist nicht zu sehen, wie Weiß Dauerschach vermeiden kann. Dies leistet das Damenopfer

7. Dg5! Nach Dxg5+

8. Ka6 Lxa7

9. c7 droht c8D+ und b7 matt. Nach Da5+

10. Kxa5 Kb7

11. bxa7 gewinnt Weiß.
Zu den Preisrichtern des Turniers gehörte Michail Tal.
Allerdings kamen im Laufe der Jahre Zweifel an der Daseinsberechtigung der Komposition auf.

### Vorgänger
Später fand Harold van der Heijden einen Vorgänger. Bereits 1936 hatte der Rumäne Pál Faragó eine Studie komponiert, welche die gleiche Idee darstellte. Auch hier opferte sich die weiße Dame auf g5. Farago hatte seine Studie zuerst in der rumänischen Schachzeitschrift Revista Română de Şah veröffentlicht und 1956 nochmals in seinem Buch Idei noi in Sahul Artistic. Offenbar kannte Mitrofanow diesen Vorgänger nicht.

### Widerlegungen
1970 fand der Russe Alexander Kuindzhi eine Widerlegung von Mitrofanows Lösung. Man versuchte in der Folge, die Ausgangsstellung zu korrigieren, um die Lösung zu retten.
1999 widerlegte der Niederländer Rini Kuijf Kuindzhis Widerlegung und rettete anscheinend die Originalstudie Mitrofanows. Allerdings zeigte wenig später Harold van der Heijden, dass dieser Rettungsversuch immer noch ein Loch hatte.
Nach heutigem Erkenntnisstand ist Mitrofanows Studie defekt.

## Werke
- Deceptive Simplicity, 1992 (zusammen mit Wladimir Fjodorow)

## Privates
Mitrofanow ist in Leningrad aufgewachsen und erlebte als Kind die Belagerung von Leningrad. Er wurde Lehrer und arbeitete später als Chemiker in einem Leningrader Forschungsinstitut. Er starb an Magenkrebs.